# Mauritius op de Olympische Zomerspelen 2004
Mauritius nam deel aan de Olympische Zomerspelen 2004 in Athene, Griekenland.

## Deelnemers en resultaten
(m) = mannen, (v) = vrouwen

### Atletiek
| Olympiër          | Onderdeel             | Resultaat | Prestatie                                                                                            |
| ----------------- | --------------------- | --------- | --- |
| Stéphane Buckland | 200m (m)              | 6e        | serie 1: 1ste in 20,29 kwartfinale 4: 2de in 20,36 halve finale 2: 3de in 20,37 finale: 6de in 20,24 |
| Eric Milazar      | 400m (m)              | 9e        | serie 2: 3de in 45,34 halve finale 1: 5de in 45,23                                                   |
| Eric Milazar      | verspringen (m)       | 9e        | kwalificatie groep B: 1ste met 8,28m (NR) finale: 10de met 8,03m                                     |
|                   |                       |           | |
| Yolene Raffin     | 20km snelwandelen (v) | 51e       | 1:49.28                                                                                              |

### Boksen
| Olympiër      | Onderdeel | Resultaat | Prestatie                                 |
| ------------- | --------- | --------- | ----------------------------------------- |
| Michael Medor | -60kg (m) | 17e       | 1ste ronde: V van MGL Mönkh-Erdene: 23-29 |

### Boogschieten
| Olympiër      | Onderdeel       | Resultaat | Prestatie                                                               |
| ------------- | --------------- | --------- | ----------------------------------------------------------------------- |
| Yehya Bundhun | individueel (m) | 63e       | plaatsingsronde: 64ste met 494 punten 1ste ronde: V van KOR Im: 109-162 |

### Gewichtheffen
| Olympiër           | Onderdeel | Resultaat | Prestatie                                                      |
| ------------------ | --------- | --------- | -------------------------------------------------------------- |
| Marie Jesika Dalou | -75kg (v) | 14e       | trekken: 15de met 57,5kg stoten: 14de met 72,5kg totaal: 130kg |

### Zwemmen
| Olympiër         | Onderdeel          | Resultaat | Prestatie              |
| ---------------- | ------------------ | --------- | ---------------------- |
| Chris Hackel     | 50m vrije slag (m) | 62e       | serie 3: 1ste in 25,33 |
|                  |                    |           |                        |
| Diane Etiennette | 50m vrije slag (v) | 58e       | serie 3: 4de in 30,00  |

Afghanistan · Albanië · Algerije · Amerikaanse Maagdeneilanden · Amerikaans-Samoa · Andorra · Angola · Antigua en Barbuda · Argentinië · Armenië · Aruba · Australië · Azerbeidzjan · Bahama's · Bahrein · Bangladesh · Barbados · België · Belize · Benin · Bermuda · Bhutan · Bolivia · Bosnië en Herzegovina · Botswana · Brazilië · Britse Maagdeneilanden · Brunei · Bulgarije · Burkina Faso · Burundi · Cambodja · Canada · Centraal-Afrikaanse Republiek · Chili · China · Chinees Taipei · Colombia · Comoren · Congo-Brazzaville · Congo-Kinshasa · Cookeilanden · Costa Rica · Cuba · Cyprus · Denemarken · Djibouti · Dominica · Dominicaanse Republiek · Duitsland · Ecuador · Egypte · El Salvador · Equatoriaal-Guinea · Eritrea · Estland · Ethiopië · Fiji · Filipijnen · Finland · Frankrijk · Gabon · Gambia · Georgië · Ghana · Grenada · Griekenland · Groot-Brittannië · Guam · Guatemala · Guinee · Guinee‑Bissau · Guyana · Haïti · Honduras · Hongarije · Hongkong · Ierland · IJsland · India · Indonesië · Irak · Iran · Israël · Italië · Ivoorkust · Jamaica · Japan · Jemen · Jordanië · Kaaimaneilanden · Kaapverdië · Kameroen · Kazachstan · Kenia · Kirgizië · Kiribati · Koeweit · Kroatië · Laos · Lesotho · Letland · Libanon · Liberia · Libië · Liechtenstein · Litouwen · Luxemburg · Macedonië · Madagaskar · Malawi · Malediven · Maleisië · Mali · Malta · Marokko · Mauritanië · Mauritius · Mexico · Micronesië · Moldavië · Monaco · Mongolië · Mozambique · Myanmar · Namibië · Nauru · Nederland · Nederlandse Antillen · Nepal · Nicaragua · Nieuw-Zeeland · Niger · Nigeria · Noord-Korea · Noorwegen · Oeganda · Oekraïne · Oezbekistan · Oman · Oostenrijk · Oost‑Timor · Pakistan · Palau · Palestina · Panama · Papoea-Nieuw-Guinea · Paraguay · Peru · Polen · Portugal · Puerto Rico · Qatar · Roemenië · Rusland · Rwanda · Saint Kitts en Nevis · Saint Lucia · Saint Vincent en Grenadines · Salomonseilanden · Samoa · San Marino · Sao Tomé en Principe · Saoedi-Arabië · Senegal · Servië en Montenegro · Seychellen · Sierra Leone · Singapore · Slovenië · Slowakije · Soedan · Somalië · Spanje · Sri Lanka · Suriname · Swaziland · Syrië · Tadzjikistan · Tanzania · Thailand · Togo · Tonga · Trinidad en Tobago · Tsjaad · Tsjechië · Tunesië · Turkije · Turkmenistan · Uruguay · Vanuatu · Venezuela · Verenigde Arabische Emiraten · Verenigde Staten · Vietnam · Wit-Rusland · Zambia · Zimbabwe · Zuid-Afrika · Zuid-Korea · Zweden · Zwitserland